# 利維夫風琴廳
利維夫風琴廳（Львівський будинок органної і камерної музики）是烏克蘭利維夫抹大拉的馬利亞教堂內的音樂廳，內有烏克蘭全國最大的一組管風琴，音樂廳面積約800平方公尺，可容納約350名觀眾，每月舉辦約30場管風琴、交響樂與室內樂演奏。

## 歷史

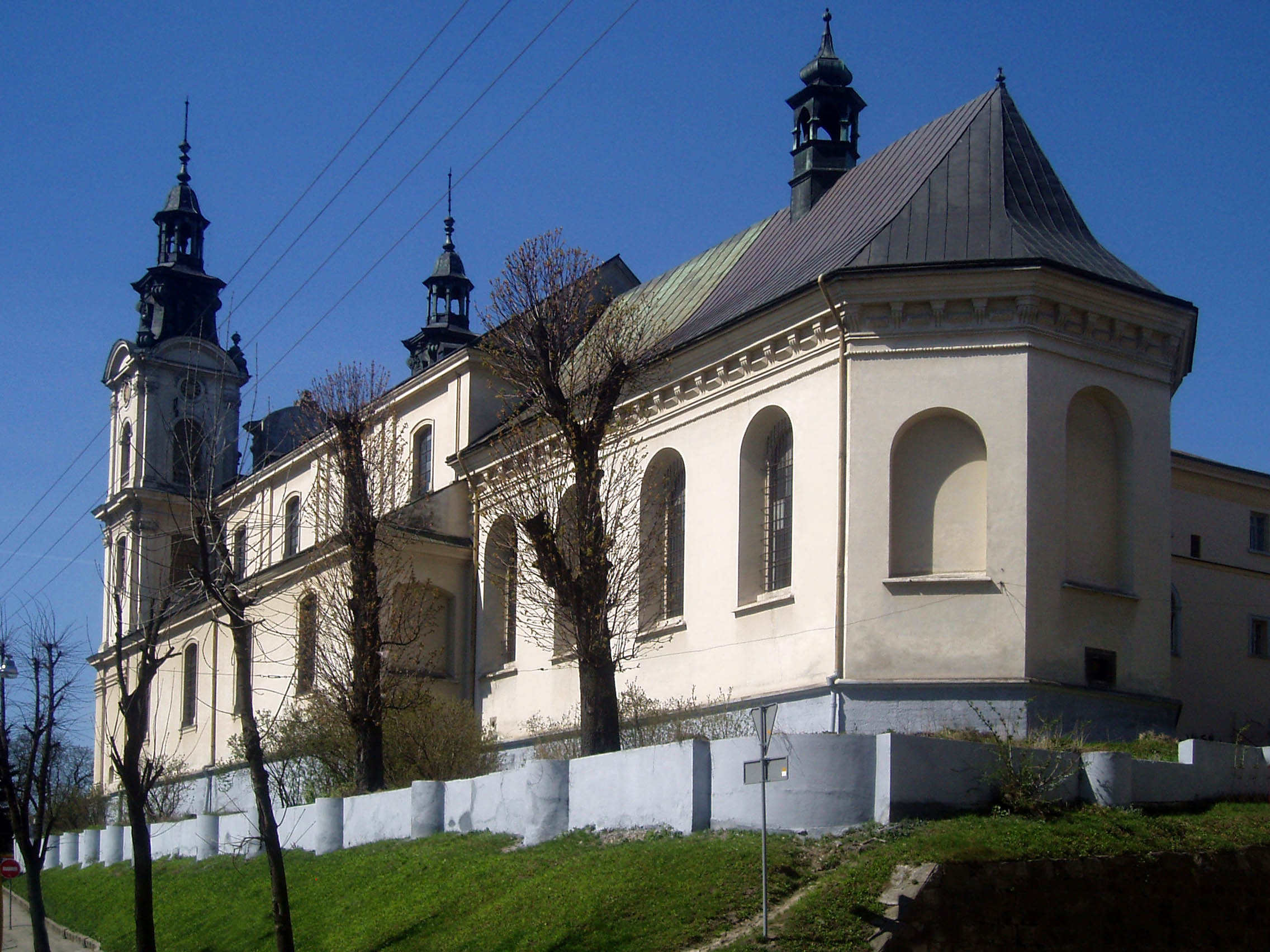
利維夫風琴廳的外觀（為抹大拉的馬利亞教堂的一部份）

利維夫風琴廳裡的管風琴是由奧地利管風琴製造商里格尔·奥尔格鲍於1932年訂製，1936年完工，共有70個音栓（register）與4個手鍵盤（manual），其中第4個手鍵盤中的12個音栓被置於大廳另一端祭衣間上方的小房間中，與其他部分分離，因此使用此部分的音栓演奏時需將小房間的窗戶打開，可達成聲音自遠處傳來的特殊音效，不使用時則關閉以達成靜音效果。
第二次世界大戰後風琴年久失修而無法運作，蘇聯時期風琴廳曾被利維夫理工學院用作體育館與舞廳等多種用途，1960年起由利維夫音樂學院用作風琴廳。1969年里格尔·奥尔格鲍公司對風琴進行整修並更換了部分組件，使風琴得以重新運作（但放棄修復小房間中第4個手鍵盤的12音栓），1988年又完成第二波整修，同年利維夫風琴與室內樂團成立並展開演出。此管風琴現有60個音栓、3個手鍵盤與4560根音管。